# Ханжа (фильм, 2000)
«Ханжа» (англ. Sanctimony) — телевизионный фильм 2000 года режиссёра Уве Болла, главные роли в котором исполнили Каспер Ван Дьен, Эрик Робертс и Майкл Паре. В России фильм не рекомендуется лицам младше 16 лет.

## Сюжет
Том Джеррик (Каспер Ван Дьен) — миллионер. Но он также серийный убийца. Шести жертвам он выколол глаза, шесть оставил без ушей и трем — отрезал язык. К тому времени, когда он добирается до своей очередной жертвы, он обнаглел от своего успеха. Он сам вызывает полицию, утверждая, что «нашел» тело шестнадцатилетней девочки на улице. Он хочет быть пойманным, но сначала он хочет некоторое время поиграть со следователями. К тому времени, когда полицейские узнают, что он — убийца, они поймут, в какую смертельную ловушку заманил их коварный маньяк.

## В ролях
| Актёр            | Роль          |
| ---------------- | ------------- |
| Майкл Паре       | Джим Ренарт   |
| Дженнифер Рубин  | Дороти Смит   |
| Каспер Ван Дьен  | Том Джеррик   |
| Эрик Робертс     | лейтенант     |
| Кэтрин Оксенберг | Сьюзан Ренарn |
| Майкл Расмуссен  | доктор Фрик   |
| Таня Райхерт     | Ив            |
| Дэвид Миллберн   | Питер         |
| Биргит Стейн     | Сандра        |
| Майкл Гелбарт    | ТВ-режиссёр   |

## Выход фильма
- 26 октября 2000 года — премьера в Германии.
- 19 декабря 2000 года — выход фильма в России на домашнем видео.
- 28 марта 2001 года — выход фильма в Австралии на домашнем видео.
- Октябрь 2001 года — выход фильма во Франции.
- 4 февраля 2004 года — выход фильма в Италии на домашнем видео.
- 12 ноября 2005 года — телевизионная премьера фильма в Венгрии.

## Интересные факты
- Фильм снимался в городе Ванкувер (Канада).
- Съёмочный период: 20 января — 22 февраля 2000 года.
- В одном из диалогов Том Джеррик и Дороти Смит упоминают фильм «Молчание ягнят».